# Dennis Boutsikaris

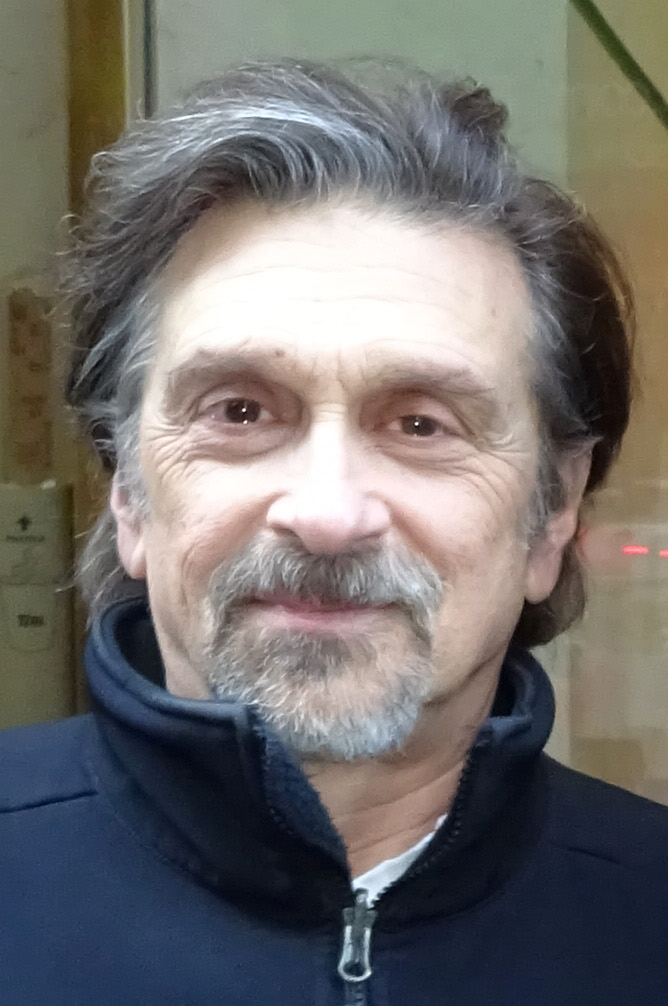
Boutsikaris (2016)

Dennis M. Boutsikaris (* 21. Dezember 1952 in Newark, New Jersey) ist ein US-amerikanischer Schauspieler und Hörbuchsprecher.

## Leben
Dennis Boutsikaris wurde als Sohn eines US-Amerikaners griechischer Abstammung und einer jüdischen Mutter geboren. Er wuchs in den Berkeley Heights auf. Nach seinem Abschluss an der privaten Kunsthochschule Hampshire College 1970 tourte er mit John Housemans Theatergruppe The Acting Company durch das Land. Sein Off-Broadway-Debüt gab er 1978 mit William Shakespeares All’s Well, that Ends Well, gefolgt von seinem Broadway-Debüt in Martin Shermans Bent 1979.
Nach seinem Spielfilmdebüt 1980 in dem Actionfilm Der Exterminator I, spielte Boutsikaris fortan in Filmen wie Das Wunder in der 8. Straße, Kaffee, Milch und Zucker und W. – Ein missverstandenes Leben mit. Dabei wurde er teilweise immer wieder als Arzt besetzt. Jenem Type-Casting blieb er auch bei seinen Serienauftritten treu. So spielte er als Gaststar unter anderem in Fernsehserien wie Mord ist ihr Hobby, Monk und Law & Order: Special Victims Unit jeweils Ärzte. Von 2015 bis 2022 übernahm er in fünf Staffeln der Serie Better Call Saul die Rolle des Anwalts Rich Schweikart.
Neben seiner Arbeit als Schauspieler ist Boutsikaris auch als Sprecher von Hörbucher aktiv. Er hat über 120 Hörbücher eingesprochen und wurde mehrfach für seine Arbeit ausgezeichnet.
Boutsikaris war von 1982 bis 2002 mit der Schauspielerin Deborah Hedwall verheiratet, mit der er zwei gemeinsame Kinder hat.

## Filmografie

### Filme
- 1980: Der Exterminator I (The Exterminator)
- 1987: Das Wunder in der 8. Straße (*batteries not included)
- 1988: Cops im Zwielicht (Internal Affairs)
- 1988: Crocodile Dundee II
- 1989: Das Traum-Team (The Dream Team)
- 1991: Liebe, Lüge, Mord (Love, Lies and Murder)
- 1991: Sein größtes Spiel (Talent for the Game)
- 1991: Zur Hölle, Mrs. Love! (The Boy Who Cried Bitch)
- 1992: Tod unter den Palmen (The Keys)
- 1994: Ich laß' dich nicht allein (And Then There Was One)
- 1995: Kaffee, Milch und Zucker (Boys on the Side)
- 1996: Der kalte Hauch des Todes (Chasing the Dragon)
- 1996: Mein Mann Picasso (Surviving Picasso)
- 1997: Im Spiegelbild der Gewalt (The Three Lives of Karen)
- 1999: Jenseits der Träume (In Dreams)
- 1999: Verhängnisvolle Entführung (Taken)
- 2000: Es geschah in Boulder (Perfect Murder, Perfect Town: JonBenét and the City of Boulder)
- 2007: Charlie Banks – Der Augenzeuge (The Education of Charlie Banks)
- 2008: Calling It Quits
- 2008: W. – Ein missverstandenes Leben (W.)
- 2010: My Soul to Take
- 2012: Das Bourne Vermächtnis (The Bourne Legacy)
- 2014: She's Lost Control
- 2015: The Inherited
- 2015: Freeheld – Jede Liebe ist gleich (Freeheld)
- 2016: Money Monster
- 2019: Impossible Monsters
- 2021: Violet
- 2022: Pinball: The Man Who Saved the Game

### Serien
- 1987–1989: Der Equalizer (The Equalizer, 2 Folgen)
- 1990–2004: Law & Order (7 Folgen)
- 1994: Mord ist ihr Hobby (Murder, She Wrote, 1 Folge)
- 1998: Diagnose: Mord (Diagnosis Murder, 2 Folgen)
- 1998: Emergency Room – Die Notaufnahme (ER, 4 Folgen)
- 1999–2010: Law & Order: Special Victims Unit (2 Folgen)
- 2000: Akte X – Die unheimlichen Fälle des FBI (The X-Files, 1 Folge)
- 2002: Monk (1 Folge)
- 2006: Criminal Minds (1 Folge)
- 2006–2007: Close to Home (2 Folgen)
- 2009: Dr. House (2 Folgen)
- 2010: Grey’s Anatomy (1 Folge)
- 2011–2012: Good Wife (The Good Wife, 2 Folgen)
- 2011–2012: Shameless (4 Folgen)
- 2012: Blue Bloods – Crime Scene New York (Blue Bloods, 1 Folge)
- 2013: The Mentalist (Fernsehserie, 1 Folge)
- 2013: Person of Interest (1 Folge)
- 2013: Elementary (1 Folge)
- 2015–2022: Better Call Saul (15 Folgen)
- 2016–2018: Billions (4 Folgen)
- 2017: Quantico (6 Folgen)
- 2017–2018: Salvation (11 Folgen)
- 2019: FBI (1 Folge)
- 2019: Blindspot (2 Folgen)
- 2020: The Blacklist (1 Folge)
- 2020: Prodigal Son (1 Folge)
- 2020: Bull (1 Folge)
- 2022: The Equalizer – Schutzengel in New York (1 Folge)
- 2023: Mayfair Witches (3 Folgen)
- 2024: John Sugar (Sugar, 8 Folgen)

## Theatrografie
- 1978: All’s Well, that Ends Well (Delacorte Theater, New York City)
- 1980: Bent (New Apollo Theatre, New York City; Replacement)
- 1980: Filumena (St. James Theatre, New York City)
- 1980–1983: Amadeus (Broadhurst Theatre, New York City; Replacement)
- 1984: The Nest of the Wood Grouse	(Joseph Papp Public Theater/Newman Theater, New York City)
- 1986: Cheapside (Union Square Theatre, New York City)
- 1987–1988: The Boys Next Door (Lamb's Theatre, New York City)
- 1992: Sight Unseen (New York City Center / Stage II, New York City)
- 1999: That Championship Season (Second Stage Theatre, New York City)
- 2000: Julius Caesar (Delacorte Theater, New York City)
- 2005: A Picasso (New York City Center / Stage II, New York City)
- 2009: Brighton Beach Memoirs (Nederlander Theatre, New York City)
- 2011: The Other Place	(Lucille Lortel Theatre, New York City)

## Auszeichnungen
- 1985: Obie Award für seine Rolle in The Nest of the Wood Grouse
- 1992: Obie Award für seine Rolle in Sight Unseen
- 2005: Audie Award Non-Fiction, Abridged als Erzähler von Chasing the Devil, von David Reichert[5]
- 2009: Phoenix Film Festival – Special Jury Award als Bester Schauspieler, für seine Rolle in Calling It Quits